# Pterostichus cristatus
Pterostichus cristatus es una especie de escarabajo terrestre del género Pterostichus, categorizada en la tribu Pterostichini, de la subfamilia Harpalinae. Fue descrita por L.Dufour en 1820.

## Distribución
Se distribuye por Gran Bretaña, Francia, Bélgica, Países Bajos, Alemania, Suiza y España.